# Henrique Teixeira Lott
Henrique Batista Duffles Teixeira Lott (16 novembre 1894 – 19 mai 1984) est un militaire devenu maréchal et un homme politique brésilien. Il est célèbre pour son combat pour la démocratie au Brésil notamment en empêchant la tentative de Coup d’État militaire du 11 novembre 1955.

## Vie personnelle
Descendant d'immigrants anglais et néerlandais, Henrique Batista Duffles Texeira Lott nait le 16 novembre 1894 à Antônio Carlos dans l'état du Minas Gerais au Brésil, il est le premier des 10 enfants qu''on eux ses parents Henrique et Maria Lott. Il se marie le 11 avril 1916 à Rio de Janeiro avec une femme nommée Laura Ferreira do Amaral. Le couple finit avec 6 filles, la plus connue étant la future politicienne Edna Lott. Il décède le 19 mai 1984.

## Carrière
Ancien attaché militaire aux États-Unis, Lott est promu au rang de général en 1944. Après la mort du président et ancien dictateur Getúlio Vargas en 1954, son successeur Café Filho attribue à Lott le poste de ministre de la Guerre, en raison de sa loyauté envers le gouvernement constitutionnel.
Quand le 9 novembre 1955, le président Café Filho est contraint de quitter la présidence des suites d'un accident cardiovasculaire, le président de la Chambre des députés Carlos Luz assume la présidence à moins de trois mois de la fin du mandat, alors que le président élu Juscelino Kubitschek et le vice-président élu João Goulart doivent être investis en janvier prochain. L'armée étant profondément divisée politiquement, beaucoup de soupçons sont émis à l'encontre de Carlos Luz et du désormais ex-président Café Filho. Ces derniers sont en effet soupçonnés d'utiliser l'armée afin d'empêcher les dirigeants élus (ayant reçus le soutien du Parti Communiste Brésilien) d'entrer en fonctions. Lott joue un rôle clé dans ce qui sera appelé la « Révolution du 11 novembre », en organisant un coup d'état préventif et sans effusions de sang afin de prendre de vitesse Café Filho et Carlos Luz, évinçant ce dernier après seulement trois jours au pouvoir, et installant le suivant sur la liste de succession présidentielle, le premier vice-président du Sénat Nereu Ramos afin de garantir une passation pacifique du pouvoir jusqu'aux serments de Juscelino Kubitschek et João Goulart.

Niomar Moniz Sodré Bittencourt faisant visiter à Teixeira Lott (derrière elle) la salle de rédaction du Correio da Manhã, 1965

Lott a par la suite, continué à servir en tant que ministre de la Guerre sous l'administration Kubitschek. Récemment promu au rang de maréchal, alors qu'il était et placé en réserve, il est personnellement choisi par le président Kubitschek pour être son successeur à la présidence pour le mandat qui devra être désigné lors de l'élection présidentielle de 1960. Jouissant d'une grande popularité, il se présente au travers d'une plate-forme de nationalisme de gauche, de nationalisation du pétrole et de réforme agraire en tant que chef du Parti Social Démocratique (PSD). Il finit cependant par perdre l'élection, battu par Jânio Quadros candidat du Parti Travailliste National (PTN). Cependant, son colistier, le vice-président Goulart, est réélu (le président et le vice-président brésiliens étant élus séparément à l'époque). Après avoir perdu les élections, Lott joue un rôle crucial en veillant à ce que le transfert du pouvoir soit pacifique.
En 1962, il mène une campagne visant à supprimer les exigences d'alphabétisation pour voter au Brésil. Si elle avait aboutie, elle aurait fait passer la population capable de voter de 15 à 35 millions.
Après la démission inattendue de Quadros, sept mois seulement après son entrée en fonction, le maréchal Lott se range du côté de ceux qui soutiennent l'ascension de João Goulart à la présidence. Cette présidence sera cependant brutalement interrompue par le coup d'État militaire de 1964. Après cela, Lott se retire peu à peu de la vie politique, mécontent de voir l'armée renverser un gouvernement démocratique arrivé au pouvoir légalement. En 1965, il tente de se présenter au poste de gouverneur de l'État de Guanabara, mais perds non sans plusieurs suspicions de fraudes électorales. Six ans plus tard, en 1971, sa fille Edna Lott, fervente opposante de la dictature militaire, meurt assassinée par le régime. Cet évènement affaibli d'autant plus Lott qui finit par mourir le 19 mai 1984.

## Héritage
Après sa mort en 1984, la dictature militaire refuse d'accorder au maréchal Lott des funérailles militaires. Le gouverneur en fonction de l’État de Rio de Janeiro, Leonel Brizola, déclare malgré tout une période de deuil officielle.
Dans le film Bela Noite para Voar de 2005, c'est l'acteur Cecil Thiré qui l'incarne à l'écran.
En 2006, dans la mini-série JK, c'est Arthur Kohl qui interprète le personnage de Lott.

## Sources
- CARLONI, Karla Guilherme. Marechal Henrique Teixeira Lott: a opção das esquerdas. Niterói: UFF, 2010.
- (en) « Henrique Teixeira Lott | Rotten Tomatoes », sur www.rottentomatoes.com
- « FamilySearch.org », sur ancestors.familysearch.org
- (en) « BRAZIL: Democracy's Lott », TIME,‎ 6 avril 1959 (lire en ligne)
- Fernando A. G. Alcoforado, « Vargas Lott Brizola and Ulysses Were the Main Characters in the History of Republican Brazil », p. 2
- (en) Time 1957 all numbers, 1957, 47 p. (lire en ligne)
- Juan De Onis, « Candidate Says He Tests Democracy in Brazil; Lott Vows to Prove Whether It Is Farce or Reality », sur The New York Times
- [vidéo] « "JK" Episode #1.1 (TV Episode 2006) - IMDb » (consulté le 3 septembre 2024)